# Нерезов, Стефан
Стефан Михайлов Нерезов (12 ноября 1867, Севлиево — 16 апреля 1925, София) — болгарский военачальник, генерал пехоты (1920).

## Образование
Среднее образование получил в Севлиево и в Габровской гимназии. Окончил Военное училище в Софии (1888), Военную академию в Турине, Италия (1896).

## Военная служба
- В ноябре 1885, во время Сербско-болгарской войны, служил добровольцем в Ученическом легионе.
- В 1886 — ефрейтор в 12-м пехотном полку.
- С 1888 служил в 4-м артиллерийском полку; в этот период опубликовал «Руководство по гимнастике» (1892).
- В 1894—1896 учился в Военной академии в Турине.
- С 31 августа 1896 — младший адъютант в 4-м артиллерийском полку.
- С 31 января 1897 — офицер для поручений в штабе армии.
- В 1897 был членом болгарской наблюдательной миссии на манёврах в Италии.
- С января 1898 — младший адъютант в 3-й пехотной дивизии.
- С 22 мая 1899 — старший адъютант во 2-й бригаде 6-й пехотной дивизии.
- С 15 февраля 1900 — инспектор классов в Военном училище.
- С 4 марта 1902 — командир роты в 14-м пехотном полку.
- В 1903—1904 состоял в свите князя Болгарии Фердинанда.
- В 1905—1907 — командир дружины (батальона) в 1-м пехотном Софийском полку и комендант дворца.
- С 1 января 1908 — начальник оперативной секции в штабе армии.
- С 1 июня 1909 по 10 сентября 1910 — командир 8-го пехотного Приморского полка.
- С 1 января 1911 — начальник оперативного отделения и помощник начальника штаба армии. Занимал эту должность во время Первой и Второй Балканских войн (во время Второй войны в связи с болезнью начальника штаба генерала Ивана Фичева фактически руководил работой штаба), автор оперативных планов ведения этих войн.
- С 30 марта 1914 — командир 2-й бригады 9-й Плевенской пехотной дивизии.
- Участник Первой мировой войны.
  - В 1915—1916 — командир 9-й Плевенской пехотной дивизии, ставшей под его командованием лучшей дивизией болгарской армии, успешно действуя во время боёв на Косовом поле, в Македонии и на Салоникском фронте.
  - С 25 ноября 1916 по 30 июля 1917 — командующий 3-й армией.
  - С 30 декабря 1917 — начальник Моравской военно-инспекционной области.
  - В мае 1918 входил в состав военной делегации при заключении Бухарестского мирного договора с Румынией.
  - С 30 июля 1918 — командующий 1-й армией, действовавшей на Вардаро-Дойранском (Салоникском) фронте.
- С 16 октября 1918 — комендант Софии и начальник 1-й военно-инспекционной области.
- С декабря 1918 — инспектор пехоты.
- С 2 ноября 1919 по 3 сентября 1920 — начальник штаба армии.
- С 1920 — в запасе.

Автор нескольких военно-теоретических работ. Был председателем Союза офицеров запаса. Погиб 16 апреля 1925 при взрыве, устроенном коммунистами в соборе Святой Недели.

## Звания
- С 7 ноября 1888 — подпоручик.
- С 7 января 1891 — поручик.
- С 2 августа 1897 — капитан.
- С 1 января 1903 — майор.
- С 31 декабря 1906 — подполковник.
- С 1 января 1911 — полковник.
- С 2 августа 1915 — генерал-майор.
- С 15 августа 1918 — генерал-лейтенант.
- С 3 сентября 1920 — генерал пехоты.

## Награды
- орден «За храбрость» 2-й степени, 3-й степени, 1-го и 2-го класса.
- орден святого Александра 4-й и 5-й степеней без мечей.
- орден «За военные заслуги» 1-й степени с военным отличием.
- орден «За заслуги» на обыкновенной ленте.